# Ibon Begoña
Ibon Begoña Zubiaur (Bilbao, Vizcaya, España; 17 de noviembre de 1973) es un exfutbolista español que jugaba en la posición de defensa. En 1995 fichó por el Bilbao Athletic, aunque desempeñó la gran parte de su carrera con el Deportivo Alavés.
Es hermano mayor de Iker Begoña, que destacó en las filas del Recreativo de Huelva.
Ha sido entrenador, entre otros, del Club Deportivo Bupolsa, del que fue cesado en noviembre de 2018. En febrero de 2021 llega al Almagro CF de la Tercera División para intentar evitar el descenso de categoría del club manchego, algo que finalmente no puede lograr.

## Clubes
| Club                   | País   | Año         |
| ---------------------- | ------ | ----------- |
| SD Lemona              | España | 1993 - 1994 |
| Sestao Sport Club      | España | 1994        |
| Bilbao Athletic        | España | 1995 - 1997 |
| Deportivo Alavés       | España | 1997 - 2004 |
| Gimnàstic de Tarragona | España | 2004 - 2005 |
| Deportivo Alavés       | España | 2005 - 2006 |
| Logroñés CF            | España | 2006 - 2007 |
| SD Ibiza               | España | 2007 - 2009 |